# Réthey Ferenc
Réthey Ferenc (Kecskemét, 1880. július 4. – Budapest, 1952. július 8.) jogi író, politikus.

## Életútja
Réthey Ferenc és Tatai Amália fia. Jogot tanult, majd 1904-től a kecskeméti, 1917–19-ben a kassai jogakadémia tanára volt. 1912-ben a kolozsvári egyetem magántanára római jogból, 1920–23-ban Moson vármegye főispánja volt, majd 1929-től újból jogakadémiai tanár Kecskeméten, ahol római jogot oktatott. Halálát szívizomelfajulás, szívkoszorúér-rögösödés, szívbénulás okozta. Felesége László Blanka volt.

## Fontosabb művei
- Kezességi alakok a római jogban (Kecskemét, 1909)
- A sortartás kifogása (Bp., 1912)
- A római rabszolgaság kérdése (Kecskemét, 1913)
- A vadimonium (Bp., 1916)
- A jogi személyek a nemzetközi magánjogban (a szerző bibliográfiájával, Karcag, 1928)
- A jogi személyek diplomáciai védelme (Karcag, 1928)
- A párisi egyezmények nemzetközi magánjogi rendelkezései (Kecskemét, 1933)
- Nouvelles personnes morales de droit privé dans le droit international (Bp., 1935)
- Szabados Kecskemét tekintetes úriszékének rendszabásai (Kecskemét, 1936)
- Az akarati öntevékenység szerepe a római köz- és magánjogban (Kecskemét, 1937)